# Aphrophora annulata
Aphrophora annulata är en insektsart som beskrevs av Ball 1899. Aphrophora annulata ingår i släktet Aphrophora och familjen spottstritar. Inga underarter finns listade i Catalogue of Life.